# Taubenkogel
Der Taubenkogel ist ein 2301 m ü. A. hoher Aussichtsberg im Dachsteingebirge in Oberösterreich nordöstlich des Hallstätter Gletschers. Er kann von der Endstation der Dachsteinseilbahn an der Gjaidalm oder von der Simonyhütte aus erreicht werden.
Vom Gipfel bietet sich bei schönem Wetter ein guter Blick auf den Hohen Dachstein, den Gjaidstein und den Hallstätter Gletscher.

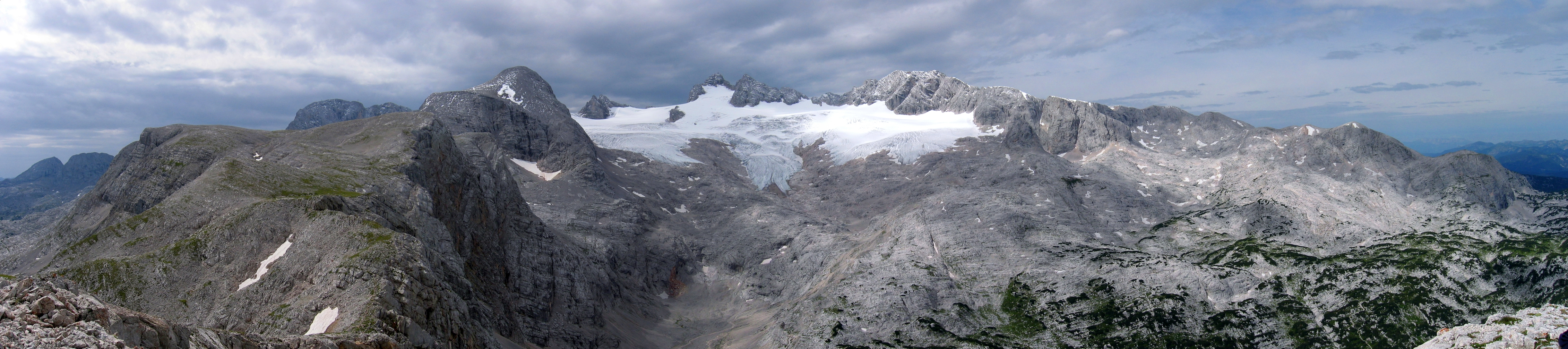
Ausblick vom Taubenkogel auf die zentralen Gipfel der Gruppe